# FireHouse
FireHouse — американская рок-группа из города Шарлотт, штат Северная Каролина, играющая в стиле глэм-метал/хард-рок.

## История группы

### Начало
История FireHouse начала свой отсчёт в 1984 году, когда гитаристы Косби Эллис и Билл Леверти решили подыскать барабанщика для свой группы, в то время называвшейся White Heat. После прослушивания более двух десятков претендентов место за барабанной установкой досталось Майклу Фостеру. Свободное от репетиций время будущие FireHouse проводили в рок-клубах, и в одном из них они увидели выступление группы Maxx Warrior. Им очень понравился певец Карл Снейр, и как только Maxx Warrior распались, Леверти тут же прислал Снейру несколько своих песен и попросил его записать их на плёнку. Результат их впечатлил настолько, что уже спустя несколько недель Снейр получил приглашение занять место в группе в качестве вокалиста. На место басиста они позвали бывшего бас-гитариста Maxx Warrior Перри Ричардсона, который и присоединился к группе шесть месяцев спустя. Группа переехала в город Шарлотт и начала работу над записью демо в доме Леверти. Днём они записывались, а по вечерам играли в местных отелях, чтобы заработать себе на пропитание. Вскоре выяснилось, что название White Heat уже используется другой группой, и решено было переименоваться в FireHouse.
В декабре 1989 года на концерт FireHouse из Нью-Йорка прилетел Майкл Каплан из Epic Records и сразу после концерта объявил ребятам, что они созрели для записи пластинки. Группа отправилась в студию, где под руководством продюсера Дэвида Пратера, ранее работавшего с Dream Theater и Santana, записала свой первый, а впоследствии и второй альбом.

### Успешные 90-е
Дебютный альбом FireHouse с одноименным названием вышел в 1990 году и был восторженно встречен критикой. В Соединенных Штатах альбом стал дважды платиновым (было продано более двух миллионов копий), в Канаде, Сингапуре и Японии альбом получил статус золотого. Группа выиграла престижную награду American Music Award в номинации «Лучший новый исполнитель в стиле хард-рок» 1991 года, на которую вместе с ней претендовали Nirvana и Alice in Chains.
Следующий альбом, Hold Your Fire, вышел в 1992 году. Баллада с этой пластинки «When I Look Into Your Eyes» попала в Топ 100 в США, а сам альбом стал золотым.
Третий альбом, названный 3, FireHouse записывали с новым продюсером Роном Невисоном, который успел поработать с Led Zeppelin, Ozzy Osbourne, Europe, Heart и многими другими коллективами. К моменту выхода альбома в 1995 году популярность металлических групп в США стремительно шла на убыль, и тем не менее сингл «I Live My Life for You» попал в Топ 100. Из тех рокеров старой школы, которые в тот год не изменили своего звучания на модный гранж, FireHouse была единственной группой, чей сингл оказался в лучшей двадцатке. Однако максимум популярности альбом получил в Азии, став золотым в Индии и Таиланде.
Следующий релиз, Good Acoustics, был сборником акустических версий их прежних хитов плюс четыре новые песни. Альбом стал золотым в Малайзии, Таиланде и на Филиппинах, а песни «In Your Perfect World», «You Are My Religion» и «Love Don’t Care» стали всенародными хитами во многих азиатских странах. Следующие два года группа разъезжала с концертами по Индонезии, Таиланду и Японии.
Вернувшись домой, группа разорвала контракт с Epic Records, выразив неудовольствие отсутствием рекламной поддержки их альбомов в США. Принимая во внимание падение спроса на рок 80-х в Штатах и свою устойчивую популярность в Юго-Восточной Азии, FireHouse подписали контракт с японским лейблом Pony Canyon Records, на котором в октябре 1998 года выпустили свой пятый диск, названный Category 5. Альбом незамедлительно достиг 4-го места в японских чартах. В период с 1998 по 1999 коллектив снова интенсивно гастролировал по Азии в поддержку своего альбома, не забывая при этом появляться в Штатах. Так, в 1998 году они приняли участие в самом первом туре Rock Never Stops, в рамках которого они прокатились по всей Америке в компании со Slaughter, Warrant, LA Guns и Quiet Riot.
22 апреля 1999 года FireHouse записали свой концерт в японском городе Осака и в конце года выпустили в Японии свой первый концертный альбом под названием Bring 'Em Out Live. В Америке эта запись вышла в июле 2000 года на Spitfire Records.

### 2000-е годы
В 2000 году Перри Ричардсон покинул группу, и начилась череда смен бас-гитаристов. Свой седьмой лонгплей FireHouse записали с басистом-виртуозом Брюсом Вайбелом (англ. Bruce Waibel), за плечами которого было 10 лет стажа в Gregg Allman Band. Альбом O2 вышел, как и в прошлый раз, сначала в Юго-Восточной Азии, и лишь спустя несколько месяцев — в Штатах. Однако в 2002 году, после 12-недельного турне вместе с Dokken, Ratt, Warrant и LA Guns, Брюс Вайбел оставляет группу, решив проводить больше времени с семьёй.
В альбоме Prime Time, вышедшем в августе 2003 года, на басу играл Дарио Сейшас (англ. Dario Seixas), но и он вскоре покинул группу. Было объявлено о поиске нового басиста, и по результатам прослушивания выбор пал на Алена МакКензи (англ. Allen McKenzie), в то время бывшего участником сольного проекта экс-вокалиста Warrant Джени Лейна.
В декабре 2004-го FireHouse впервые играл концерты в северо-восточной Индии. Первый концерт тура в городе Шиллонг с населением в 260 тысяч установил рекорд для этого города, собрав на стадионе толпу в 40 000 зрителей.
В 2011 году группа выпустила свой восьмой студийный альбом Full Circle, в который вошли перезаписанные версии некоторых их старых треков.
Вокалист FireHouse Карл Снейр умер 5 апреля 2024 года в возрасте 64 лет. Новым фронтменом группы стал участник 21-го сезона American Idol Нейт Пек (англ. Nate Peck), который заменял Снейра и ранее во время их живых выступлений в 2023 году.

## Участники

### Нынешние
- Nate Peck — вокал (2023—настоящее время)
- Bill Leverty — гитара (1989—настоящее время)
- Michael Foster — ударные (1989—настоящее время)
- Allen McKenzie — бас (2004—настоящее время)

### Бывшие
- Cosby Ellis — гитара (1984—1989)
- Perry Richardson — бас (1989—1999)
- C.J. Snare — вокал, клавишные (1989—2023)
- Bruce Waibel — бас (2000—2003)
- Dario Seixas — бас (2003)

## Дискография

### Альбомы
- FireHouse (1990)
- Hold Your Fire (1992)
- 3 (1995)
- Good Acoustics (1996)
- Category 5 (1998)
- Bring 'Em Out Live (1999)
- O2 (2000)
- Prime Time (2003)
- Full Circle (2011)

### Синглы
| Год  | Песня                        | US Hot 100 | US MSR | US A.C. | CAN | UK Singles | Альбом         |
| ---- | ---------------------------- | ---------- | ------ | ------- | --- | ---------- | -------------- |
| 1991 | «Don’t Treat Me Bad»         | 19         | 16     | -       | 35  | 71         | FireHouse      |
| 1991 | «Love of a Lifetime»         | 5          | -      | -       | 30  | -          | FireHouse      |
| 1991 | «All She Wrote»              | 58         | 25     | -       | -   | -          | FireHouse      |
| 1992 | «Reach for the Sky»          | 83         | 27     | -       | -   | -          | Hold Your Fire |
| 1992 | «When I Look Into Your Eyes» | 8          | -      | -       | 20  | 65         | Hold Your Fire |
| 1992 | «Sleeping with You»          | 78         | -      | -       | -   | -          | Hold Your Fire |
| 1995 | «I Live My Life for You»     | 26         | -      | 20      | 17  | -          | 3              |